# Byron Houston
Byron Dwight Houston (Watonga, Oklahoma, 22 de noviembre de 1969) es un exjugador de baloncesto estadounidense que disputó 4 temporadas en la NBA. Con 1,96 metros de estatura podía jugar de alero y, dada su corpulencia, de ala-pívot. Es hijo del también exjugador Curtis Perry.

## Trayectoria deportiva

### Universidad
Houston se matriculó en la universidad de Oklahoma State, donde jugó cuatro temporadas con los Cowboys. Tuvo un fulgurante debut con los Cowboys tras firmar 13 puntos y 8,4 rebotes como freshman en la temporada 1988-89. En su segunda campaña, la 1989-90, Byron continuó progresando con 18,5 puntos y 10 rebotes de media. 
Su mejor temporada estadísticamente fue la 1990-91, donde promedió 22,7 puntos, 10,5 rebotes y 2,1 asistencias. Sin embargo, fue en su año sénior, y pese a obtener unos números algo inferiores, cuando logró ser incluido en el 2.º equipo All-American tras firmar 20,2 puntos y 8,6 rebotes. 
En sus cuatro años con los Cowboys promedió 18,7 puntos, 9,4 rebotes y 1,6 asistencias, finalizando como el máximo anotador en la historia de la Universidad de Oklahoma State, llegando a ser conocido como el "nuevo Barkley".

### Profesional
Houston fue elegido en el puesto 27 del Draft de la NBA de 1992 por Chicago Bulls. Sin embargo, fue traspasado a Golden State Warriors, donde pasó sus primeras dos temporadas en la liga. En su año rookie firmó 5,3 puntos y 4 rebotes, a la postre, sus mejores números en la NBA. En las temporadas 1994-95 y 1995-96 pasó por Seattle SuperSonics y Sacramento Kings sin protagonismo alguno.
Tras no triunfar en la mejor liga del mundo, Houston emigró a España y probó fortuna en el Baloncesto León, donde recuperó su mejor nivel con 14,8 puntos y 7,2 rebotes. Houston estuvo a punto de liderar a los leoneses a una final de Copa del Rey que hubieran jugado en casa, pero el Joventut se llevó aquel partido y a partir de entonces el jugador se dejó ir y no firmó un buen final de campaña, lo que le costaría la renovación
Después paso por Filipinas con el Pasig City Pop Cola, por la CBA con el Quad City Thunder, y por Puerto Rico y Rusia antes de firmar con el Prokom Trefl Sopot polaco. En Polonia volvió a recuperar sensaciones con 17,7 puntos y 10,6 rebotes en la temporada 1998-99. La NBA no cedió a sus jugadores y fue seleccionado por su país para el Torneo de las Américas, donde se llevó el oro, y los Juegos Panamericanos, que acabaron en plata (derrota ante Brasil en la final). 
Pasó por Puerto Rico y Rusia pero no llegó a jugar. En 2000 regresó a la ACB de la mano del Pinturas Bruguer Badalona. En 12 partidos que disputó promedió 12 puntos y 5,3 rebotes. En aquel momento el club justificó la decisión de su marcha refiriéndose a "motivos personales" del jugador, pero en el ambiente estaba que algunas de sus "costumbres" habían molestado en el barrio en el que vivía.
Fue el inicio de una espectacular y morbosa cuesta abajo. Jugó un par de temporadas en la International Basket League (pocos minutos, pero su equipo, San Louis Swarn, consiguió ambos títulos) y a partir de entonces todas las noticias publicadas sobre él están relacionadas con lo delictivo.

## Estadísticas de su carrera en la NBA

### Temporada regular
| Temp.   | Edad | Equipo       | Liga | P   | TIT | MIN  | TC  | TCA | %TC  | 3P  | 3PA | %3P  | TL  | TLA | %TL  | R.OF. | R.DEF. | REB | ASIS | ROB | TAP | PER | FP  | PTS |
| 1992-93 | 23   | Golden State | NBA  | 79  | 8   | 16.1 | 1.8 | 4.1 | .446 | 0.0 | 0.1 | .286 | 1.6 | 2.5 | .665 | 1.5   | 2.5    | 4.0 | 0.9  | 0.6 | 0.5 | 1.1 | 3.2 | 5.3 |
| 1993-94 | 24   | Golden State | NBA  | 71  | 2   | 12.2 | 1.1 | 2.5 | .458 | 0.0 | 0.1 | .143 | 0.5 | 0.8 | .611 | 0.9   | 1.8    | 2.7 | 0.5  | 0.5 | 0.4 | 0.7 | 2.5 | 2.8 |
| 1994-95 | 25   | Seattle      | NBA  | 39  | 0   | 6.6  | 1.3 | 2.7 | .458 | 0.2 | 0.6 | .273 | 0.7 | 1.0 | .737 | 0.5   | 0.9    | 1.4 | 0.2  | 0.3 | 0.1 | 0.5 | 1.3 | 3.4 |
| 1995-96 | 26   | Sacramento   | NBA  | 25  | 0   | 11.0 | 1.3 | 2.6 | .500 | 0.0 | 0.1 | .333 | 0.8 | 1.0 | .808 | 1.2   | 2.1    | 3.4 | 0.3  | 0.5 | 0.3 | 0.7 | 2.4 | 3.4 |
| Total   |      |              | NBA  | 214 | 10  | 12.5 | 1.4 | 3.1 | .456 | 0.0 | 0.2 | .256 | 1.0 | 1.5 | .676 | 1.1   | 1.9    | 3.0 | 0.5  | 0.5 | 0.4 | 0.8 | 2.5 | 3.9 |

### Playoffs
| Temp.   | Edad | Equipo       | Liga | P | MIN | TCA | TC | 3PA | 3P | TLA | TL | R.OF. | REB | ASIS | ROB | TAP | PER | FP | PTS | %TC  | %3P | %FT  | MIN  | PTS | REB | AST |
| 1993-94 | 24   | Golden State | NBA  | 3 | 46  | 6   | 8  | 0   | 0  | 3   | 5  | 2     | 5   | 3    | 1   | 2   | 0   | 9  | 15  | .750 |     | .600 | 15.3 | 5.0 | 1.7 | 1.0 |
| 1994-95 | 25   | Seattle      | NBA  | 1 | 1   | 0   | 1  | 0   | 0  | 0   | 0  | 0     | 0   | 0    | 0   | 0   | 0   | 0  | 0   | .000 |     |      | 1.0  | 0.0 | 0.0 | 0.0 |
| Total   |      |              | NBA  | 4 | 47  | 6   | 9  | 0   | 0  | 3   | 5  | 2     | 5   | 3    | 1   | 2   | 0   | 9  | 15  | .667 |     | .600 | 11.8 | 3.8 | 1.3 | 0.8 |

## Vida personal
En marzo de 2003 fue declarado culpable de cuatro cargos de exhibicionismo por los que había sido detenido dos años antes. Una persona testificó que Houston solía pasearse desnudo fuera de su apartamento. En aquel momento evitó la cárcel, entrando en un periodo de prueba durante dos años y en un registro de "sex offenders" (figura jurídica que en Estados Unidos engloba a las personas que han sido condenadas por actos lascivos) para la siguiente década. 
En junio del 2006 fue expulsado de la organización de un campus para niños de Oklahoma State por estar precisamente en la lista de "sex offenders", que es algo que inhabilita para trabajar con menores.
Houston fue detenido el 13 de junio de 2007 por masturbarse medio desnudo en la vía pública. Exactamente, una mujer le acusó de estar masturbándose mientras conducía su coche, un Chevrolet. Según la denuncia, Houston no hacía nada para evitar que los viandantes le viesen. Entró en prisión bajo fianza de 4000 dólares, pendiente de un juicio que tuvo en el mes de septiembre. El veredicto le condenó a cuatro años de prisión y dos años más en libertad condicional. La Policía de Oklahoma City presentó cargos contra él, y como Houston tenía cuatro antecedentes por delitos sexuales (estaba en libertad condicional hasta 2009), fue finalmente condenado. El juez no tuvo en cuenta las alegaciones de la defensa en las que argumentaba que Houston sufría de trastorno bipolar originados por los abusos sexuales que durante su niñez sufrió. El exjugador pidió perdón por su comportamiento, y quiso aclarar que nunca quiso causar daño a nadie.